# Expedition 29

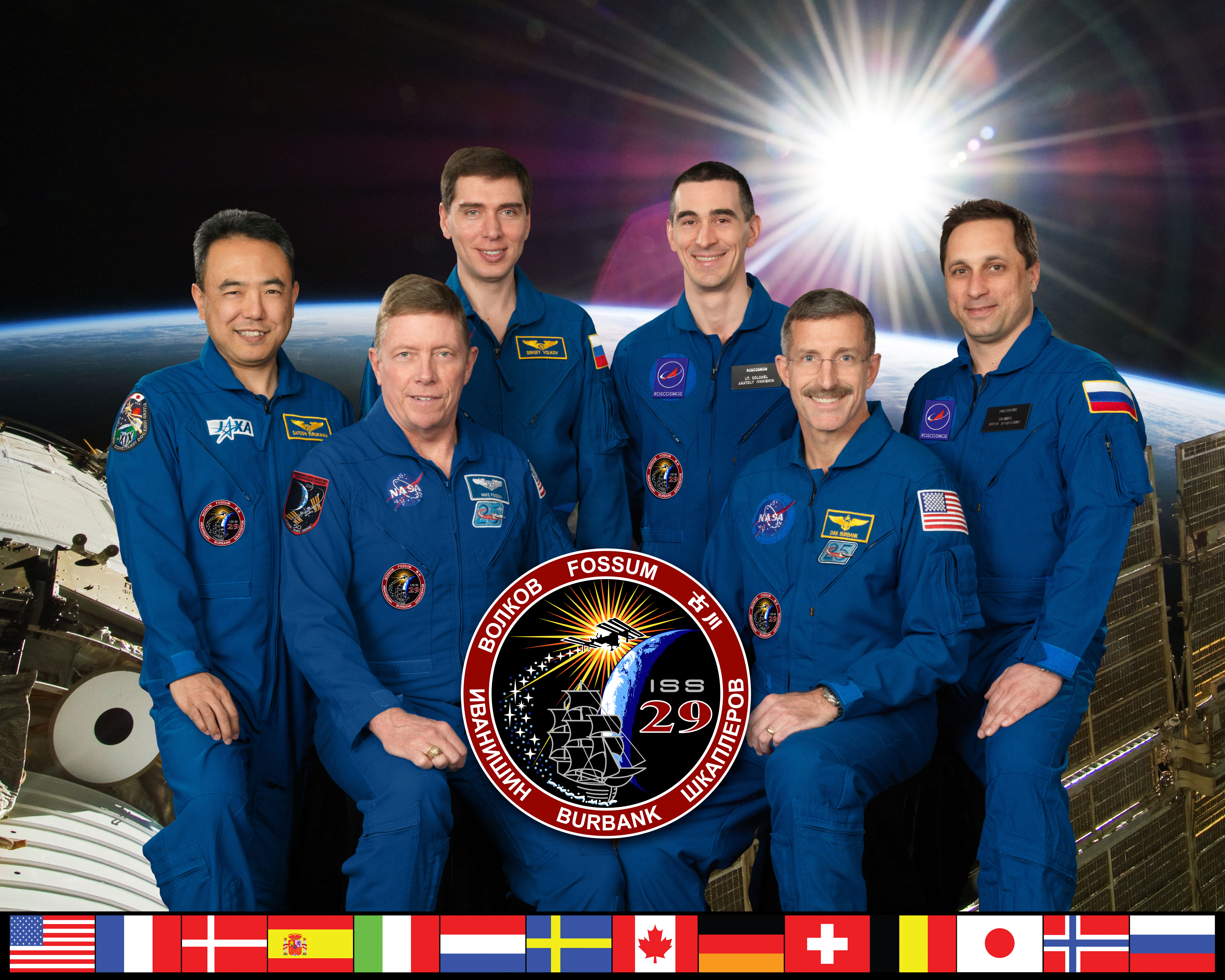
Expedition 29 besättning.

Expedition 29 var den 29:e expeditionen till Internationella rymdstationen (ISS). Expeditionen började den 16 september 2011 då delar av Expedition 28s besättning återvände till jorden med Sojuz TMA-21.
Anton N. Sjkaplerov, Anatolij Ivanisjin och Daniel C. Burbank anlände till stationen med Sojuz TMA-22 den 16 november 2011
Expeditionen avslutades den 21 november 2011 då Michael E. Fossum, Satoshi Furukawa och Sergej Volkov återvände till jorden med Sojuz TMA-02M.

## Besättning
| Position       | Första delen (16 september - 16 november 2011) | Andra delen (16 november - 21 november 2011)  |
| -------------- | ---------------------------------------------- | --------------------------------------------- |
| Befälhavare    | Michael E. Fossum, NASA Hans tredje rymdfärd   | Michael E. Fossum, NASA Hans tredje rymdfärd  |
| Flygingenjör 1 | Satoshi Furukawa, JAXA Hans första rymdfärd    | Satoshi Furukawa, JAXA Hans första rymdfärd   |
| Flygingenjör 2 | Sergej Volkov, RSA Hans andra rymdfärd         | Sergej Volkov, RSA Hans andra rymdfärd        |
| Flygingenjör 3 |                                                | Anton N. Sjkaplerov, RSA Hans första rymdfärd |
| Flygingenjör 4 |                                                | Anatolij Ivanisjin, RSA Hans första rymdfärd  |
| Flygingenjör 5 |                                                | Daniel C. Burbank, NASA Hans tredje rymdfärd  |